# Kőzetbolygó

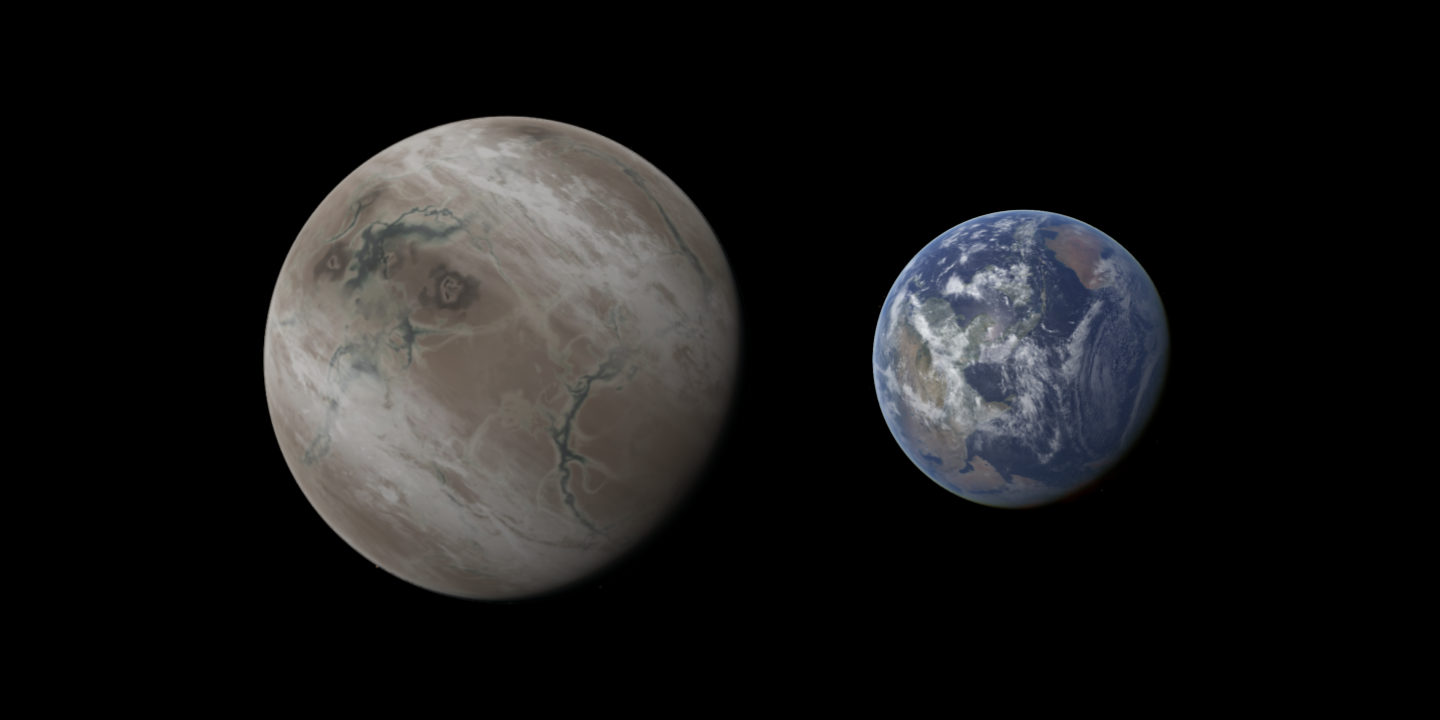
kőzetbolygó illusztráció

A csillag- és bolygókutatásban a Föld-szerű (vagy földi és tellúr) égitest vagy (ha bolygóról vagy exobolygóról van szó) kőzetbolygó olyan objektum, amely szilárd felszínnel rendelkezik, saját gravitációja által megközelítőleg gömb alakúvá formálódik és alapvetően kőzetből áll, gyakran fémes maggal. Ezek az égitestek a bolygók osztályozásánál az egyik fő csoportot alkotják. Ide tartozik a Naprendszer négy belső bolygója: a Merkúr, a Vénusz, a Föld és a Mars, valamint számos felfedezett exobolygó is ebbe a kategóriába sorolható. Az utóbbi évtizedekben az exobolygók kutatása jelentősen kibővítette a kőzetbolygók ismert típusainak számát, és feltárta, hogy a Föld-szerű bolygók gyakoriak lehetnek a Tejútrendszerben. Egyes kutatások szerint akár minden második naphoz hasonló csillag körül lehet kőzetbolygó a lakhatósági zónában, bár ezek pontos eloszlása és jellemzői még további vizsgálat tárgyát képezik. A modern műszerek, például a Kepler-űrtávcső öröksége vagy a James Webb-űrteleszkóp, lehetővé teszik olyan Föld-méretű vagy annál nagyobb exobolygók detektálását, amelyeknél a légkör és felszín összetétele is vizsgálhatóvá válik.
Egyes esetekben a „földszerű” megnevezésnél más, szigorúbb értelmezést alkalmaznak. Lehetséges további kritérium a víz jelenléte, a jelentős, esetleg életre is alkalmas légkör, valamint a megfelelő hőmérsékleti viszonyok, amelyek lehetővé tehetik a folyékony víz fennmaradását a felszínen. A kutatók különbséget tesznek a pusztán kőzetbolygó szerkezetű égitestek és a valóban élhető körülményeket kínáló Föld-analógok között. Jelenleg a Földhöz leginkább hasonlító ismert exobolygók között tartják számon például a Kepler-452b-t, a TRAPPIST-1 rendszer több bolygóját, illetve a Proxima Centauri b-t, azonban ezek esetében az élet feltételeinek megléte továbbra is bizonytalan és további megfigyeléseket igényel.
A földszerű kőzetbolygók vizsgálata azért fontos a csillagászatban, mert ezek azok az égitestek, ahol az ismert életformák számára kedvező feltételek kialakulására a legnagyobb esély mutatkozik. Az elméleti modellek és a bolygófejlődési kutatások szerint a kőzetbolygók kialakulása a csillagok keletkezését követően viszonylag gyorsan megindulhat, és a galaxisokban gyakoriak lehetnek. Az ilyen égitestek kutatása nélkülözhetetlen az élet lehetséges elterjedtségének és a bolygórendszerek változatosságának megértéséhez.

## Leírása

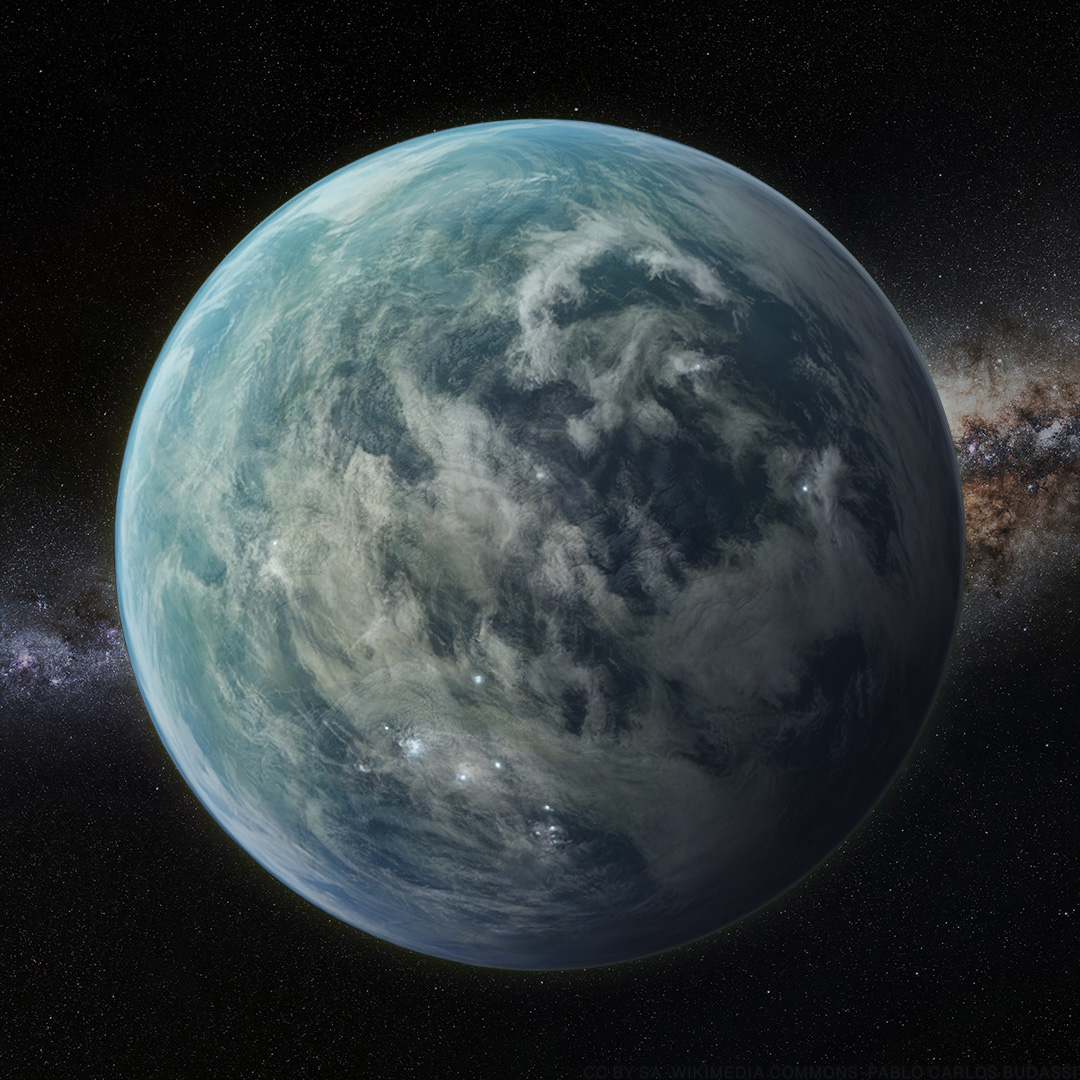
Ezen a képen egy feltételezett lakható szuperföld illusztrációja látható, amely vastag légkörrel rendelkezik.

A Föld-szerű égitestek teljesen vagy majdnem teljesen nem gáznemű összetevőkből állnak, és általában réteges, héjszerkezetűek. Belső szerkezetükben központi helyet foglal el egy vasban gazdag mag, amelyet egy vastag, szilikátos köpeny vesz körül, a felszínt pedig egy vékony, szilikátokból és oxidokból álló kéreg borít. A kéreg olyan elemekben is gazdagodhat, amelyek a köpeny kőzetébe nehezen épülnek be, így azok idővel a felszín közelébe vándorolnak vagy geokémiai folyamatok révén koncentrálódnak (például kálium, ritkaföldfémek, urán). A legtöbb kőzetbolygón a kéreg felett különböző összetételű légkör található, amely jelentős szerepet játszik az égitest felszíni viszonyaiban és éghajlatában. A Földön a hidroszféra (óceánok, tavak, folyók) a kéreg és a légkör között helyezkedik el, jelentős hatást gyakorolva a bolygó klímájára és életlehetőségeire. A földszerű égitestek osztályozásánál korábban fontos szempont volt, hogy az átmérőjük és tömegük hasonló legyen a Földhöz, illetve az átlagos sűrűségük általában 3.9 és 5.5 g/cm³ között mozogjon. Napjainkban a fő kritérium, hogy az égitest szilárd anyagú, nem gázhalmazállapotú, és saját gravitációja közel gömb alakúvá formálja. Ez lehetővé teszi, hogy az égitest differenciált szerkezetű legyen, azaz kialakulhasson benne mag, köpeny és kéreg.
Történelmileg a belső Naprendszer négy bolygóját – a Merkúr, a Vénusz, a Föld és a Mars – sorolták a „kőzetbolygók” közé, de a planetológia fejlődésével további szilárd, differenciált égitesteket is gyakran vizsgálnak ebben a kontextusban. Ilyenek például a Plútó, a Föld Holdja, a Jupiter Io és Europa holdjai, valamint a nagyobb jeges holdak, mint a Ganymedes, a Kallisztó, a Titán és a Triton. Ezeknél a jeges holdaknál a vasmag hiányozhat, vagy kisebb lehet, illetve a szilikátköpeny helyét gyakran jégköpeny veszi át, de szerkezetük és geológiai fejlődésük tanulmányozása hasonlóságokat mutathat a klasszikus kőzetbolygókéval. Az aszteroidaöv nagyobb, differenciált égitestjei, például a Ceres törpebolygó és a Vesta, szintén ebbe a szélesebb kategóriába sorolhatók, mert saját gravitációjuk révén közel gömb alakúvá formálódtak és belső szerkezetük elkülönült rétegekre utal.
Az exobolygók esetében a Föld-szerűség megállapítása továbbra is jelentős kihívást jelent, mivel a jelenleg elérhető mérési módszerek pontossága és az adatok értelmezése korlátozott. Az új generációs űrtávcsövek és spektroszkópiai technikák fejlődésével azonban egyre részletesebb adatokat lehet szerezni a távoli kőzetbolygók tömegéről, sugaráról, sűrűségéről, légköréről és egyéb jellemzőiről, ami lehetővé teszi majd a Föld-szerűség pontosabb meghatározását a jövőben.

## Föld-típusú bolygók a naprendszerben

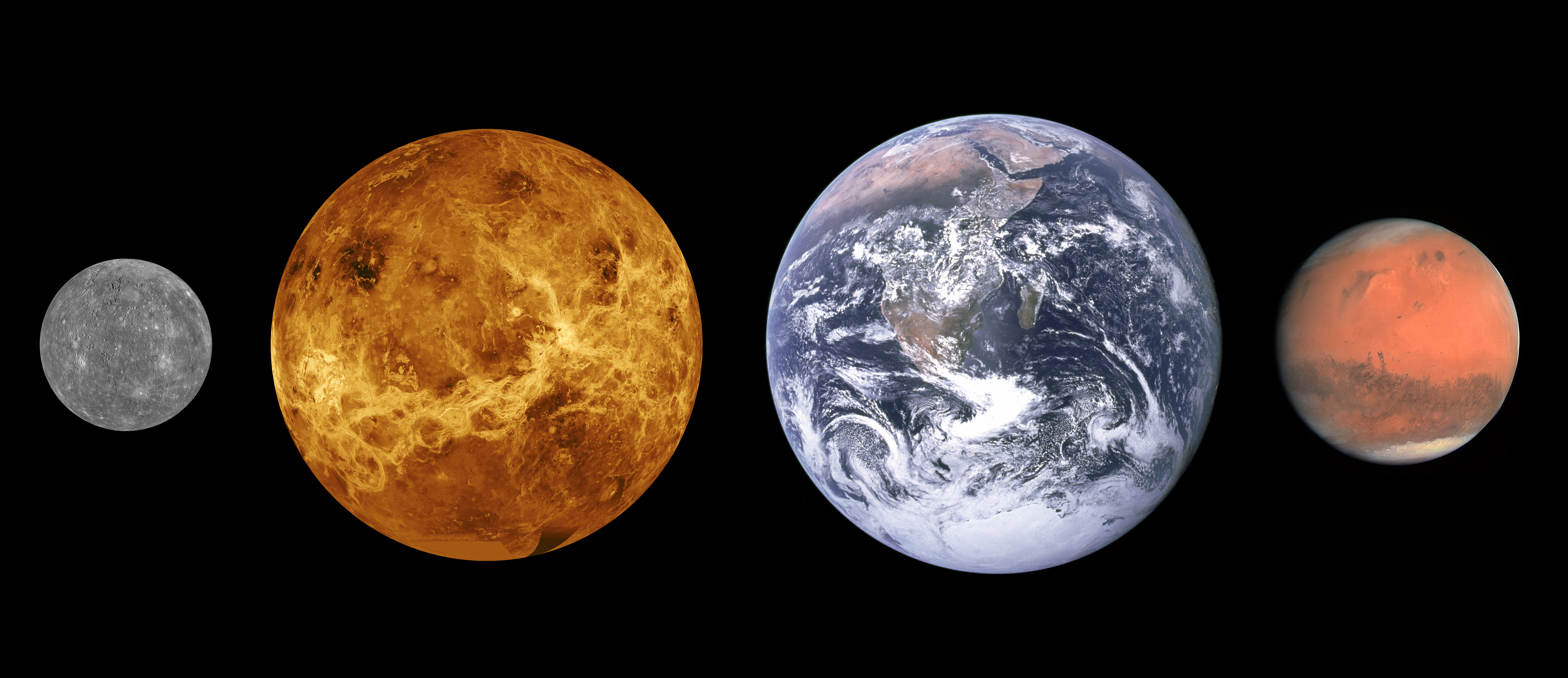
A négy Föld típusú bolygó méretarányosan egymás mellé helyezve.

A Föld-típusú bolygók megnevezéssel a Naprendszer négy szilárd felszínű bolygótestét foglaljuk egy csoportba: a Merkúrt, a Vénuszt, a Földet és a Marsot. Ezek a bolygók a Naprendszer belső régiójában helyezkednek el, és mindegyikük elsősorban kőzetekből és fémekből épül fel, viszonylag vékony légkörrel rendelkeznek (vagy, mint a Merkúr, szinte teljesen hiányzik a légkörük).
Ezek az égitestek számos közös tulajdonsággal rendelkeznek, amelyek megkülönböztetik őket a gázóriásoktól és a törpebolygóktól:
- Általában nincsenek gyűrűik, és holdjaik száma is jóval kisebb, mint az óriásbolygóknak (a Földnek egy, a Marsnak kettő, a Merkúrnak és a Vénusznak egy sincs).
- Méretük és tömegük közepesnek számít a Naprendszerben: nagyobbak, mint a legtöbb törpebolygó, de lényegesen kisebbek és könnyebbek, mint a gázóriások.
- Felszínük szilárd, amelyet kráterek, hegyek, völgyek, vulkánok és egyéb geológiai képződmények tagolnak, és a felszíni aktivitás mértéke bolygónként eltérő.
- Mindegyiküknek differenciált belső szerkezete van: központi fémes mag, szilikátos köpeny és szilárd kéreg.
- Átlagos sűrűségük 3,9 és 5,5 g/cm³ között mozog.
- A felszínükön mért hőmérséklet, a légkör összetétele, valamint a felszíni viszonyok jelentős eltéréseket mutatnak, de mindannyian kőzetbolygók, amelyek vizsgálata kulcsfontosságú a bolygófejlődés és az élet lehetőségeinek megértésében.

## Példák a naprendszeren kívül

### Kepler-186f

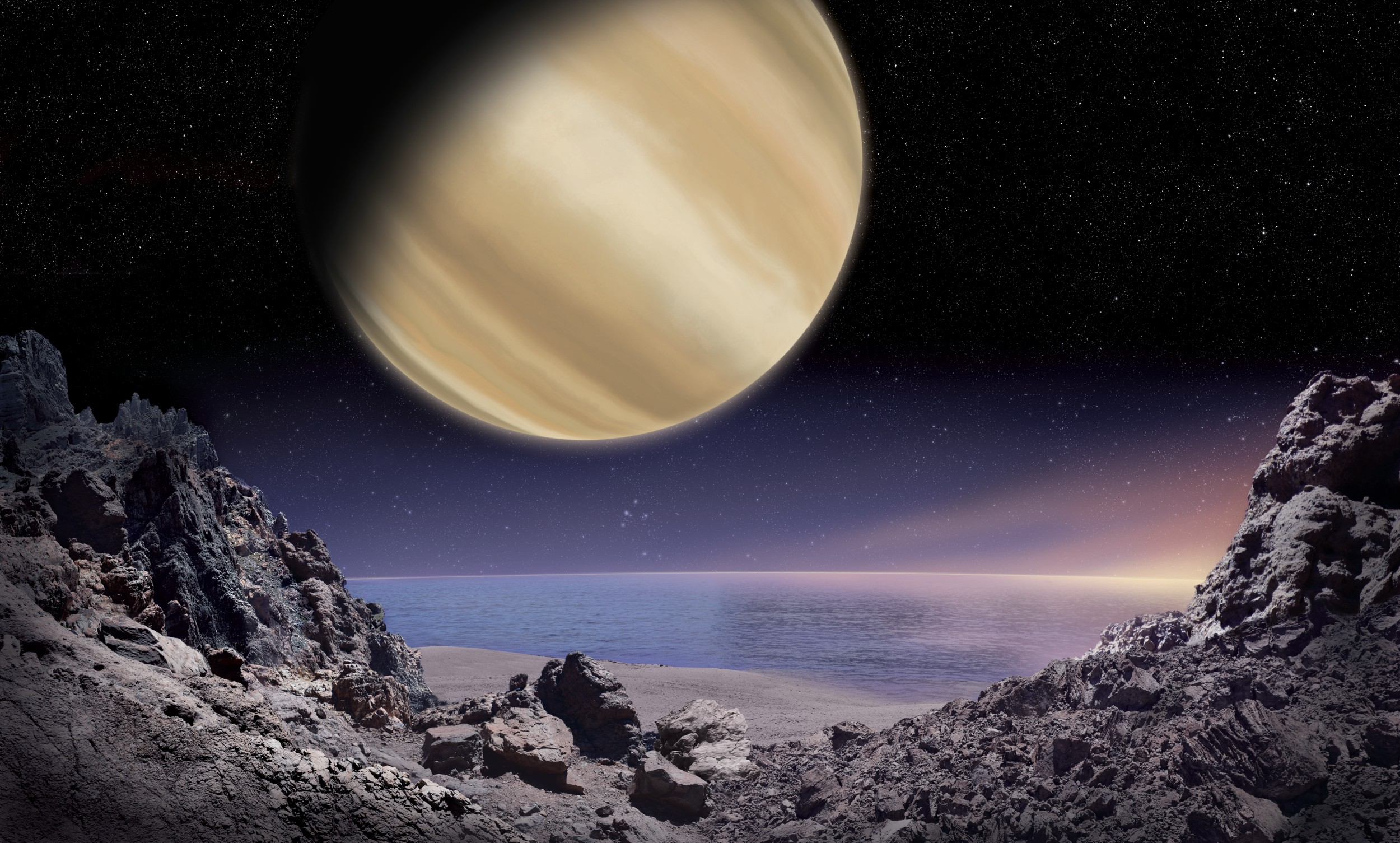
Egy kőzetbolygó felszíne.

A Kepler-186f egy M színképosztályba tartozó vörös törpe körül kering, körülbelül 580 fényév távolságban, a Hattyú csillagképben. Ez volt az első olyan Földhöz hasonló méretű exobolygó, amelyet egy másik csillag lakhatósági zónájában fedeztek fel. A Kepler-186f sugara nagyjából 1,1-szerese a Földének, tömege bizonytalanabb, de valószínűleg szintén valamivel nagyobb, ezért nagy valószínűséggel kőzetbolygó. A bolygó mintegy 64,6 millió kilométerre (kb. 0,43 CSE) kering központi csillagától, és egy teljes keringéshez 130 földi napra van szüksége. Bár a Kepler-186f közelebb van csillagához, mint a Föld a Naphoz, a vörös törpe kisebb fényessége miatt a bolygó kevesebb energiát kap (a földinek kb. 32%-át), így valószínűleg a lakhatósági zóna külső, hűvösebb peremén helyezkedik el. Felszíni körülményeiről, légköréről vagy esetleges vízkészletéről egyelőre nincsenek közvetlen megfigyelési adatok, de a mérések alapján a Kepler-186f fontos példája a Földhöz hasonló méretű, potenciálisan lakható bolygók kutatásának a galaxisban.

### Trappist-1 rendszer
A mindössze 40 fényév távolságra található TRAPPIST-1 csillagrendszer az egyik legjelentősebb célpontja a földszerű exobolygók kutatásának. A rendszer központi csillaga egy ultra-hűvös vörös törpe, amely körül összesen hét ismert, Föld-méretű bolygó kering. Ezek közül legalább három – a Trappist-1 e, f és g – a lakhatósági zónában található, ahol elvileg folyékony víz is jelen lehet a felszínen, megfelelő légköri viszonyok esetén. A Trappist-1 rendszer bolygói tömegükben és átmérőjükben is nagyon hasonlóak a Földhöz, és egyes modellek szerint rendelkezhetnek légkörrel, illetve akár felszíni vagy felszín alatti óceánokkal is. A rendszer mérete sokkal kisebb, mint a Naprendszeré, a bolygók egymáshoz rendkívül közel helyezkednek el, keringési idejük csupán néhány naptól néhány hétig terjed. A vörös törpék, mint a Trappist-1, hosszú élettartamuk miatt stabil környezetet biztosíthatnak, így a körülöttük keringő bolygókon akár hosszabb időn át is fennmaradhatnának az élethez szükséges feltételek, bár a csillag erős flercsillag-aktivitása kihívást jelenthet. Michaël Gillon csillagász, a rendszer egyik felfedezője szerint a Trappist-1-hez hasonló rendszerek a legígéretesebb célpontok a földön kívüli élet keresésében. Az elmúlt években a Trappist-1 bolygóit számos műszerrel, köztük a James Webb-űrteleszkóppal is vizsgálták, de eddig még nem sikerült egyértelműen kimutatni légkörük vagy felszíni víz jelenlétét. A rendszer továbbra is kiemelt figyelmet élvez a kutatók körében, mivel a lakható zónában lévő bolygók száma és hasonlóságuk a Földhöz kivételes lehetőséget nyújt a potenciálisan lakható exobolygók tanulmányozására.

## A kőzetbolygók típusai

### Szilikátbolygók

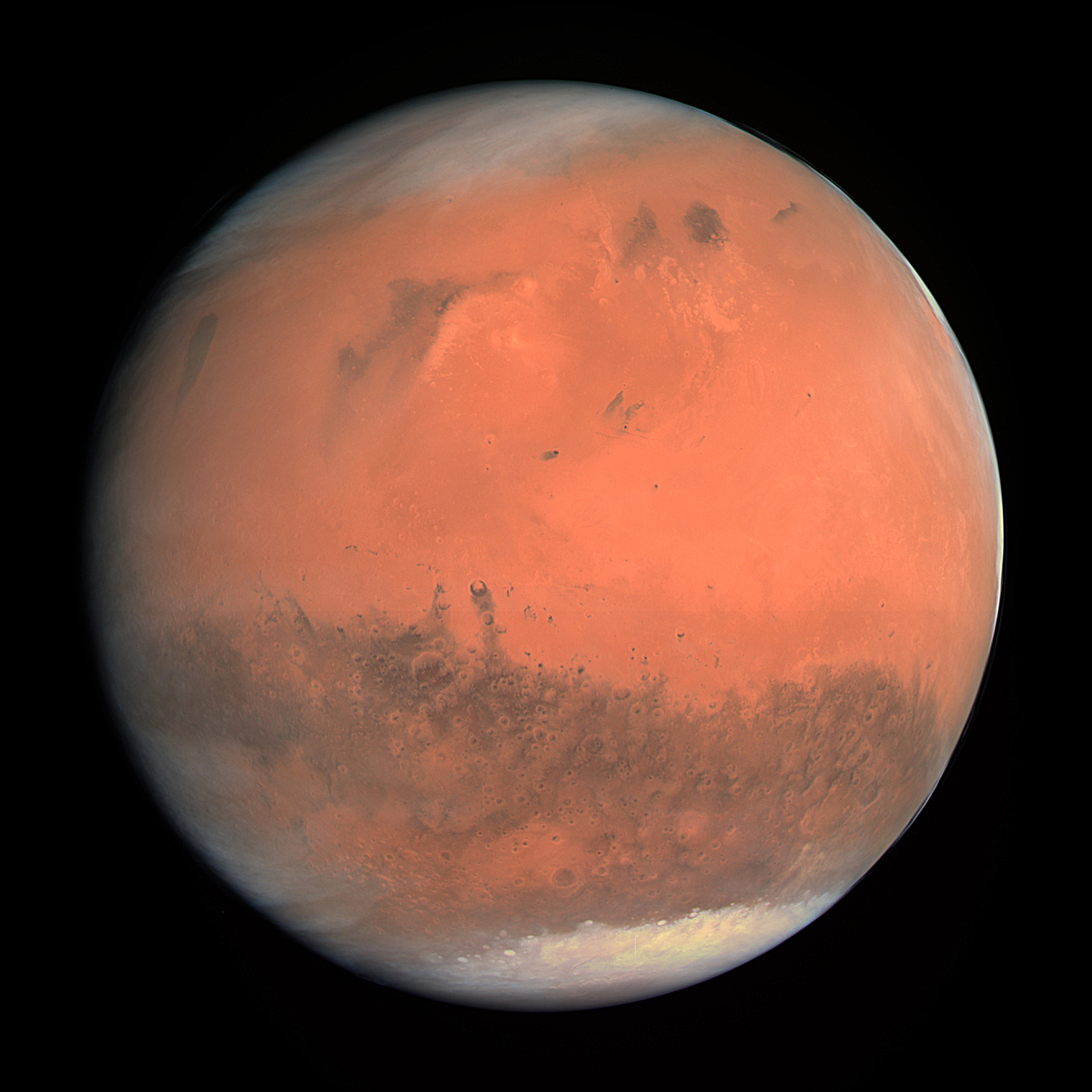
Mars

A szilikátbolygók, mint a Vénusz, a Föld és a Mars, a Naprendszerben ismert kőzetbolygók típusát képviselik. Ezek a bolygók főként szilikátokból, azaz szilícium- és oxigénvegyületekből épülnek fel, amelyek a kéreg és a köpeny fő alkotóelemei. Belső szerkezetük differenciált: központi fémes (főleg vas-nikkel) mag, szilikátos köpeny és szilárd kéreg található bennük. A vastag szilikátköpeny szerepe kulcsfontosságú a bolygó geológiai aktivitásában, például a vulkanizmusban, a lemeztektonikában (a Föld esetében) és a mágneses mező generálásában (ha a mag olvadt és a forgás megfelelő). A szilikátbolygók felszínét gyakran kráterek, hegységek, völgyek, lávafolyások és más geológiai formációk tagolják. Ezeken a bolygókon a légkör összetétele és sűrűsége eltérő lehet: a Földnél főként nitrogén és oxigén, a Vénusznál sűrű szén-dioxid, míg a Marson rendkívül ritka, főleg szén-dioxidból álló légkör található. A szilikátbolygók vizsgálata fontos szerepet játszik a bolygófejlődés, az életfeltételek és a lakhatósági zóna meghatározásában, mivel ezek képesek lehetnek támogatni a földi típusú élet kialakulását. A Föld, mint referencia-bolygó, lehetőséget ad a geológiai, klimatológiai és biológiai folyamatok összehasonlítására más szilikátbolygókkal, beleértve a felfedezett exobolygókat is, amelyek közül egyre többről derül ki, hogy méretük és sűrűségük alapján hasonlíthatnak a Naprendszer szilikátbolygóihoz.

### Szénbolygók

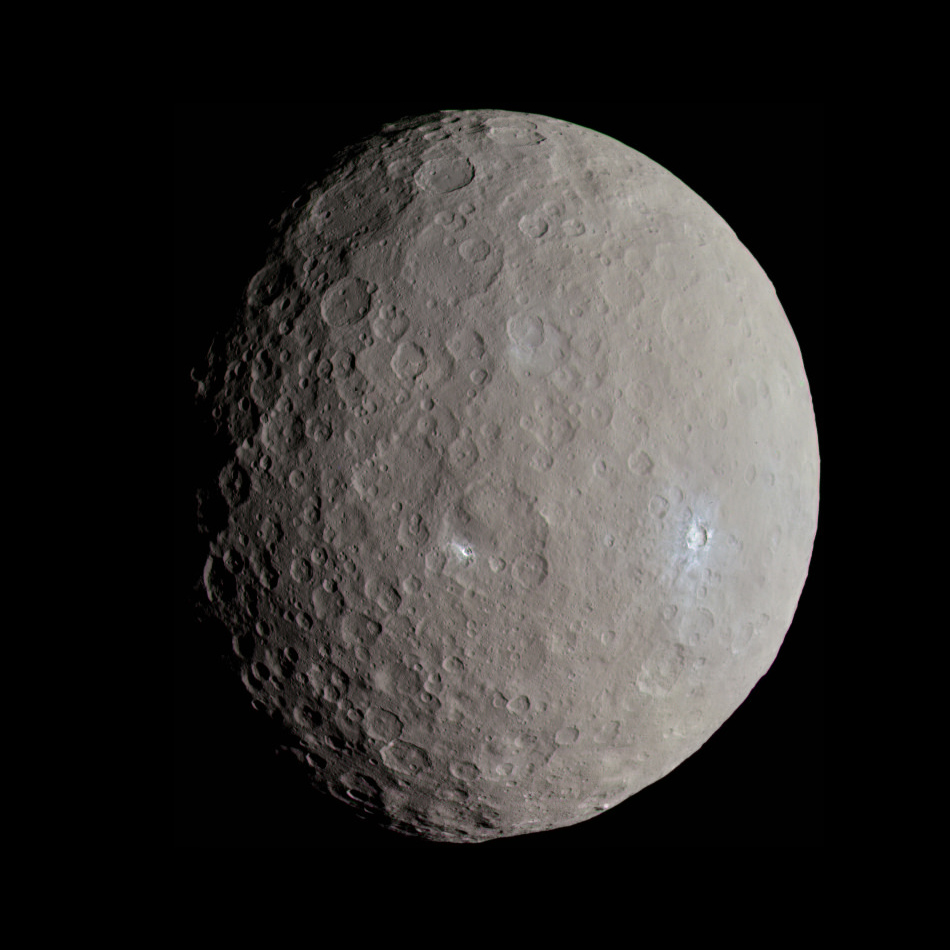
Ceres

A szénbolygók (más néven gyémántbolygók) egy elméleti kőzetbolygó-típus, amelyben a fő összetevők szénalapú ásványok, például grafit, gyémánt, karbidok és egyéb szénvegyületek. Ezek a bolygók olyan csillagok körül alakulhatnak ki, amelyek protoplanetáris korongjában a szén aránya a szilíciumhoz és oxigénhez képest szokatlanul magas (C/O arány > 1). A szénbolygók központjában feltételezhetően fémes mag található, de a köpenyt és a kérget főként szénben gazdag anyagok alkotják, például gyémánt vagy szilícium-karbid. A gyémántbolygók extrém nyomáson szilárd gyémántkéreggel rendelkezhetnek, és felszínük teljesen eltérhet a szilikátbolygókétól: vulkánkitöréseik szénalapú vegyületeket hozhatnak a felszínre, és a lehetséges légkörük is metánban, szén-monoxidban vagy egyéb szerves vegyületekben lehet gazdag. A Naprendszerben nincsenek ismert szénbolygók, de a szénben gazdag kondritos aszteroidák tanulmányozása betekintést nyújthat az ilyen típusú anyagok tulajdonságaiba. A csillagászati modellek alapján elképzelhető, hogy a galaxisban jelentős számú szénbolygó is létezhet, különösen olyan csillagok körül, amelyek kémiai összetétele kedvez a kialakulásuknak. Az ilyen bolygók potenciálisan teljesen eltérő geokémiával, felszíni viszonyokkal és légköri összetétellel rendelkezhetnek, mint a Föld-szerű szilikátbolygók, így fontos szerepet játszanak a bolygótípusok sokféleségének megértésében.

### Vasbolygók

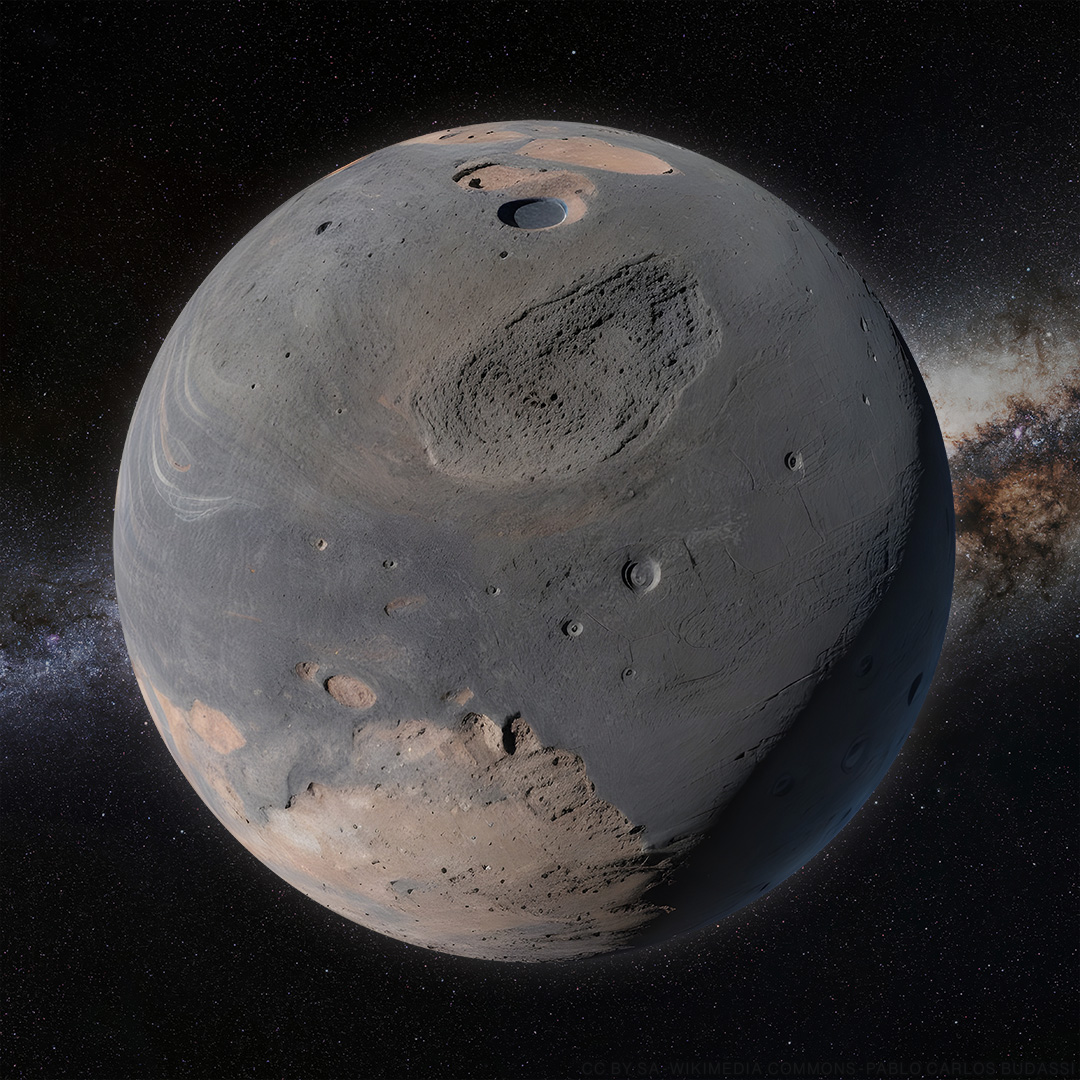
mag nélküli bolygó illusztrációja

A vasbolygók olyan elméleti szilárd bolygók, amelyek szerkezetét túlnyomórészt fémes vas vagy vas-nikkel ötvözet alkotja, viszonylag vékony vagy hiányzó szilikátköpennyel. Ezek az égitestek általában nagyobb sűrűséggel és kisebb sugárral rendelkeznek, mint a hasonló tömegű szilikát alapú kőzetbolygók. A vasbolygók akkor keletkezhetnek, ha a protoplanetáris korong belső, forró részén nagy a fémes elemek koncentrációja, vagy ha egy eredetileg differenciált bolygó fejlődése során a külső szilikát rétegek elvesznek (például óriási ütközések következtében, amelyek leszakítják a köpenyt és a kérget). A Naprendszerben a Merkúr a legközelebbi példa egy vasban rendkívül gazdag bolygóra, hiszen tömegének kb. 60-70%-át a nagyméretű fémes mag teszi ki, bár felszínét még szilikátos kéreg borítja. Egy valódi vasbolygó felszínét csak egy vékony szilikátos réteg fedheti, vagy akár szinte teljesen fémes felszínt is mutathat. Exobolygó-megfigyelések alapján már azonosítottak olyan jelölteket, amelyek sűrűsége megfelelhet a vasbolygók modelljeinek (pl. Kepler-10b sűrűsége magas). A vasbolygók jelentősége abban rejlik, hogy extrém belső szerkezettel és potenciálisan erős mágneses aktivitással rendelkezhetnek, valamint a felszíni gravitációs viszonyaik is jelentősen eltérnek a többi kőzetbolygótól. A vasbolygók vizsgálata segít megérteni a bolygók kialakulásának és fejlődésének szélsőséges eseteit, és a Naprendszeren kívüli példák elemzése hozzájárulhat a bolygófejlődés általános folyamatainak megértéséhez.

### Jeges bolygók és jeges holdak

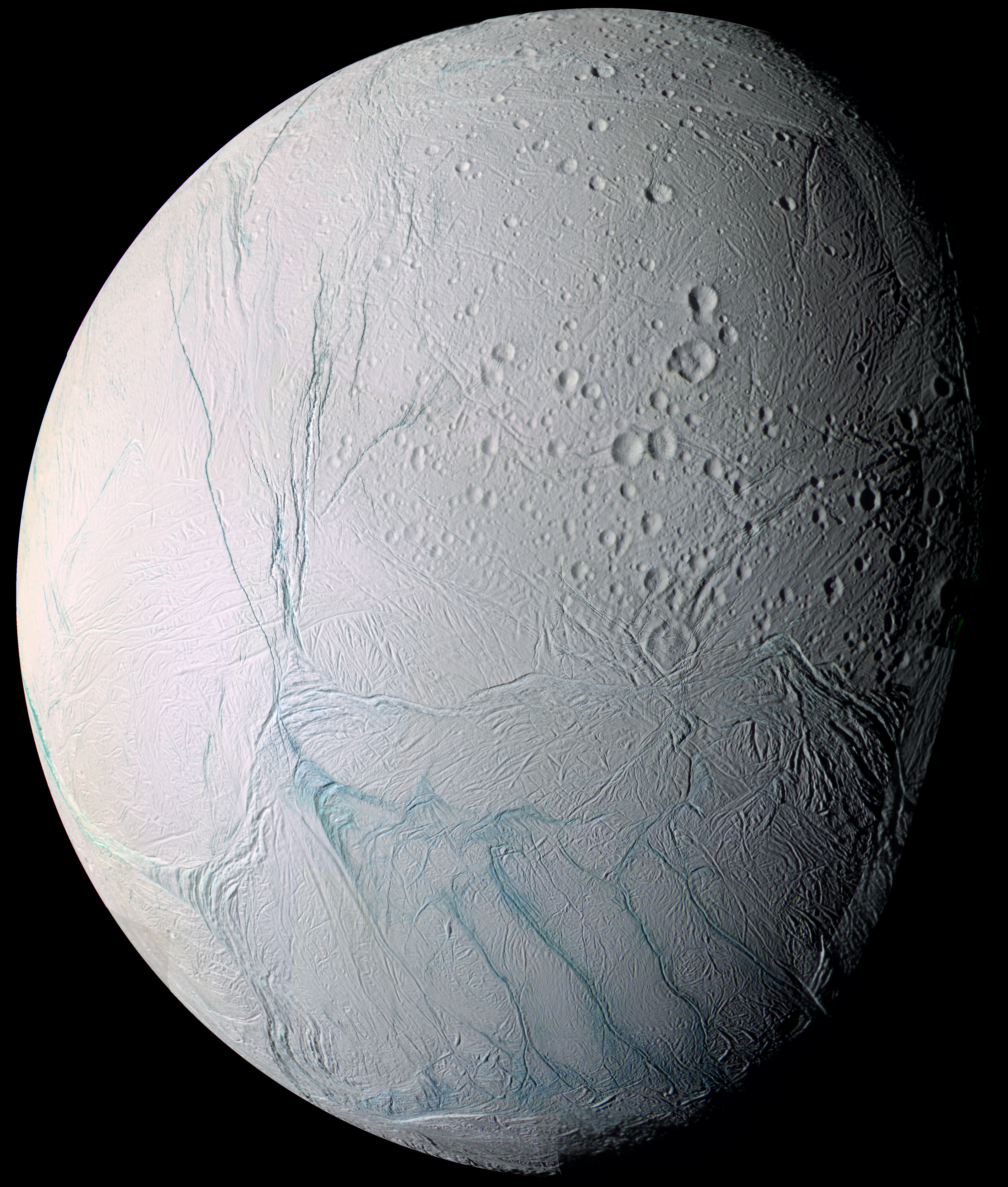
Enceladus

A jeges égitestek olyan szilárd felszínű testek, amelyek felszíne és köpenye főként vízjégből, ammóniajégből, metánjégből, szárazjégből vagy más illékony anyagok fagyott formájából áll. Ezek a bolygók, törpebolygók vagy holdak elsősorban a Naprendszer külső régióiban, a fagyvonalon túl találhatók, ahol az alacsony hőmérséklet lehetővé teszi ezen illékony anyagok szilárd állapotban való megmaradását. A Naprendszerben számos nagyobb hold, például a Titán, a Triton, az Enceladus, az Europa, a Ganymedes és a Kallisztó, valamint törpebolygók, mint a Plútó és az Eris, nagyrészt jeges szerkezetűek. Ezeknek az égitesteknek a belsejében gyakran található kőzetmag, amelyet vastag jégköpeny vesz körül, ami lehet vízjég vagy más fagyott illékony anyagok keveréke. A jeges égitestek felszínén gyakoriak a kriovulkánok, amelyek során a felszín alatti folyékony víz vagy más illékony anyagok (pl. ammónia-víz oldat) kitörései formálják a felszínt. Az Enceladus és az Europa esetében erős bizonyítékok szólnak amellett, hogy a jégkéreg alatt globális folyékony vízóceánjaik vannak, melyek esetleg alkalmasak lehetnek extremofil élet számára. A jeges égitestek légköre változatos: lehet sűrű, metánban gazdag (Titán), vékony, nitrogénben gazdag (Triton), vagy rendkívül ritka, esetleg csak időszakos (Europa, Plútó). Ezek az égitestek kulcsszerepet játszanak az élet lehetőségének kutatásában a Naprendszerben (aszrobiológia), mivel felszín alatti óceánjaik védelmet nyújthatnak az űrbéli sugárzással szemben és stabil kémiai környezetet teremthetnek. Összetételük, szerkezetük és felszíni aktivitásuk fontos információkat ad a bolygórendszerek külső régióinak fejlődéséről, és az exobolygókutatásban is egyre nagyobb jelentőséget kapnak, mivel hasonló jeges világok a Naprendszeren kívül is gyakoriak lehetnek.

### Mag nélküli bolygók
A mag nélküli bolygók olyan elméleti kőzetbolygók, amelyek főként szilikátos kőzetből állnak, de nincs, vagy csak rendkívül kicsi a fémes magjuk. Ezek az égitestek valószínűleg olyan régiókban vagy körülmények között alakulhatnak ki, ahol a protoplanetáris korongban kevés a fém, vagy ahol a bolygócsíra kialakulása és növekedése során a vas- és nikkeltartalom nem tudott hatékonyan elkülönülni és a központba süllyedni, így nem alakult ki differenciált mag. A Naprendszerben jelenleg nincsenek igazoltan mag nélküli bolygók, de a legősibb, differenciálatlan aszteroidák, mint például a kondritok, jó analógiát nyújtanak az ilyen típusú anyagokra, amelyekben a fémek (gyakran apró szemcsék formájában) és a szilikátok keveredve találhatók. A mag nélküli bolygók kialakulása a csillagtól távolabb, hidegebb régiókban lehet valószínűbb, ahol az oxidáló illékony anyagok (pl. víz) jelenléte megakadályozhatta a fémek redukcióját és összeolvadását. Az ilyen bolygók belső szerkezete jóval egyszerűbb lehet, nem mutat éles határokkal elkülönülő rétegeket (mag, köpeny, kéreg), ezért geológiai aktivitásuk is várhatóan korlátozottabb. Hiányozhat például a globális mágneses tér, amelyet általában a folyékony fémes mag dinamóhatása generál. A mag nélküli bolygók elméleti vizsgálata hozzájárulhat annak megértéséhez, hogy milyen széles skálán mozoghat a szilárd égitestek belső szerkezete és fejlődése, és milyen feltételek mellett alakulhatnak ki stabil, de geológiailag kevésbé aktív világok.

## Fordítás
Ez a szócikk részben vagy egészben  a   Terrestrial Planet című angol Wikipédia-szócikk ezen változatának fordításán alapul.  Az eredeti cikk szerkesztőit annak laptörténete sorolja fel. Ez a jelzés csupán a megfogalmazás eredetét és a szerzői jogokat jelzi, nem szolgál a cikkben szereplő információk forrásmegjelöléseként.